# 尺間神社
尺間神社（しゃくまじんじゃ）は、大分県佐伯市弥生の尺間山山頂にある神社。尺間さま、釈魔大権現などとも呼ばれる。

## 概要
標高645mの尺間山山頂にあり、東九州の霊場として名高い。「尺間」は「釈魔（魔を釈（と）く）」であり、魔をはらうという意味である。
山頂にあるため神社への参拝道は険しく、100段または400段の石段を登る2つの経路がある（詳細は尺間山参照）。山頂近くの天見ヶ平の展望台は、東の豊後水道や佐伯湾の眺望に恵まれているため、御来光（初日の出）で有名で、正月には多くの初詣客でにぎわう。

## 祭神
迦具突智神（かぐづちのかみ）、経津主神（ふつぬしのかみ）、武甕槌神（たけみかづちのかみ）を祀る。3神は、火の神、知恵と力の神、五穀豊穣の神で、厄除、学業成就、心願成就、家内安全、商売繁盛、大漁満足、縁結びに御利益があるとされる。

## 沿革
奈良の大峰山で修行を修め、郷里の佐伯で御堂（現在の元宮尺間大社）を開基した修行僧高司盛雲が、天正元年（1573年）7月21日に尺間山山頂で奇瑞を得て祠を建立したことを起源とする。江戸時代には、歴代佐伯藩主の信仰を受けて栄えた。

## 交通
- 鉄道・バス（尺間登山口まで）：JR九州日豊本線佐伯駅から、大分バスで約30分、尺間登山口停留所下車。
- 自動車（尺間スカイライン第1駐車場まで）：佐伯市街地より国道10号、尺間スカイライン経由で約30分。
神社までは、第1駐車場から100段の石段を通り徒歩約45分、第2駐車場（第1駐車場の先2km）からは400段の石段を通り徒歩約25分。
大晦日の夕方から元日にかけては、混雑防止のため尺間スカイラインへの車の乗り入れはできない。